# واد الشرفاء
واد الشرفاء بلدية من بلديات ولاية عين الدفلى بالجزائر تاسسـت بتاريخ 23/10/1956 بناءاعلـى القرار- رقم 86 الصادر بالجريدة الرسمية بتاريخ 1956/10/24 وكانت تسمى في عصر الاستعمار (دولفيس فيل) وقبل هذا التاريخ كانت تابعة للبلدية المختلطة جندل أو لا فيجري وبعد الاستقلال أطلق عليها اسم بلدية واد الشرفاء
تقع شرق «ولاية عين الدفلى» تبعد عن مقر الولاية ب 55 كم وعن الدائرة ب 18 كم وعن الجزائر العاصمة ب 155 كم. تقدر مساحتها ب 199 كم.. ويقدر عدد السكان ب 12 851 نسمة بحسب تقديرت مديرية التخطيط لولاية عين الدفلى سنة 2003.منهم 6609 ذكور. و 6242 اناث.

## الحدود الإدارية
- الشمال * «بلدية وامري» و«بلدية حنشة» ولاية المدية.
- الشــرق* «بلدية بوعيشون» ولاية المدية.
- الجنــوب* " "بلدية بر بوش " ولاية عين الدفلى و" بلدية ولاد هلال " المدية
- الغــرب* «بلدية جندل» و«بلدية عين لشياخ» ولاية عين الدفلى.

## منشآت
- سد غريب: يقع هذا السد في إقليم البلدية، وبني هذا السد في عهد الاحتلال الفرنسي.